# Хирш, Пауль (политик)
Пауль Хирш (нем. Paul Hirsch; 17 ноября 1868, Пренцлау – 1 августа 1940, Берлин) – немецкий политик, государственный деятель, социал-демократ, министр-президент  Пруссии с 1918 по 1920 годы.

## Биография
Изучал медицину, экономику и социальные науки в Берлинском университете. С 1892 года работал журналистом, среди прочего, был парламентским репортером. В 1890-х годах стал членом СДПГ. С 1899 по 1920 год избирался депутатом городского совета Шарлоттенбурга и Берлина. В 1908 году был одним из первых социал-демократов, избранных в Палату представителей  ландтага Пруссии, где был членом парламентской группы СДПГ до ноября 1918 года.
После окончания Первой мировой войны стал председателем прусского революционного правительства совместно с членом СДПГ Генрихом Штрёбелем.
С 12 ноября 1918 по 27 марта 1920 года занимал пост первого министра-президента Свободного государства Пруссия.
Он также занимал пост министра внутренних дел . 4 января 1919 года уволил начальника полиции Эмиля Эйхгорна, что спровоцировало Восстание спартакистов.
В 1920 году поддержал закон о Большом Берлине. Ушёл со своего поста после Капповского путча в марте 1920 г., но оставался членом прусского ландтага до 1932 года. Работал городским советником в Шарлоттенбурге, с 1925 года был мэром Дортмунда.
Вынужденный уйти в отставку после прихода к власти национал-социалистов в 1933 году, вернулся в Берлин, где умер в бедности в 1940 году.
1. ↑  https://www.stolpersteine-berlin.de/de/stolpersteine-finden/download